# Giovanni Astarita
Giovanni Astarita, detto Gianni, (Napoli, 1933 – Napoli, 28 aprile 1997) è stato un ingegnere italiano.

## Biografia
Conseguì la laurea magistrale in ingegneria chimica presso l'Università del Delaware, per poi conseguire il dottorato presso l'Università degli Studi di Napoli Federico II nel 1957. Nella stessa università divenne professore di ingegneria chimica e dei materiali; successivamente insegnò anche all'Università del Delaware. In onore del suo sessantesimo compleanno, la rivista Chemical Engineering Science pubblicava un numero speciale. In Italia è stato per lungo tempo membro della Società Nazionale di Scienze, Lettere e Arti in Napoli, delegato internazionale dell'Associazione Italiana di Reologia all'inizio degli anni '70, poi presidente della stessa.. 

## Opere
Astarita pubblicò otto libri e più di duecento pubblicazioni su argomenti come reologia, meccanica dei continui e ingegneria chimica. Il suo testo Mass Transfer with Chemical Reaction del 1967 sul trasferimento di massa con reazione chimica venne accolto come una delle esposizioni più chiare all'epoca disponibili sull'argomento. 
Tra le altre opere si citano:
- An introduction to non-linear continuum thermodynamics (1973);
- Principles of non-newtonian fluid mechanics (1974);
- Gas treating with chemical solvents (1983);
- Thermodynamics. An advanced textbook for chemical engineers (1989).

## Premi e riconoscimenti
L'ampio interesse scientifico gli è valso nel 1992 il riconoscimento "Alpha Chi Sigma" dell'Istituto Americano degli Ingegneri Chimici (AIChE) e nel 1994 la nomina di membro straniero nell'Accademia Nazionale di Ingegneria degli Stati Uniti. Nel 1995 venne insignito della medaglia d'oro per l'eccellenza nella ricerca dalla Federazione Italiana dell'Industria Chimica.